# Emerich Roth
Emerich Roth, född 28 augusti 1924 i Sevlus i Tjeckoslovakien (idag Vynohradiv i Ukraina), död 22 januari 2022 i Stockholm, var en svensk författare, föreläsare, socialarbetare och förintelseöverlevare. Han är känd för sitt arbete med att upplysa om rasism och nazistiska övergrepp.

## Biografi
Roth växte upp i dåvarande Tjeckoslovakien med fyra yngre systrar i en stad med 15 000 invånare. När nazisterna kom till staden tvingades 3 000 judar först flytta till ett provisoriskt getto, innan ordern kom att man skulle förflyttas för att "arbeta en kortare tid i ett annat land". Efter en flera dygn lång tågtransport i boskapsvagnar utan vatten och mat ankom tåget till Auschwitz-Birkenau. Roths mor och två av hans småsystrar Magdalena och Judit, 12 respektive 10 år, fördes omedelbart till gaskamrarna, medan hans far, hans systrar Edit, 17 år, och Elisabeth, 15 år, och Roth själv fördes till arbetsläger. Hans far mördades under en av dödsmarscherna i krigets slutskede och hans syster Edit i ett annat läger. 
Roth kom att vara fånge i fem olika koncentrationsläger. Efter kriget var Roth svårt medtagen och vägde 34 kilo. Han låg på sjukhus och fick ett brev från någon med samma efternamn, vilket var hans kusin. I brevet stod det att hans syster Elisabeth hade överlevt och befann sig i Sverige. Han kom till Sverige i december 1950 och utbildade sig och arbetade under 30 år som socialarbetare. Under dessa år valde han att inte berätta om sina upplevelser, men blev starkt påverkad 1992 av en nazistisk demonstration i Stockholm.

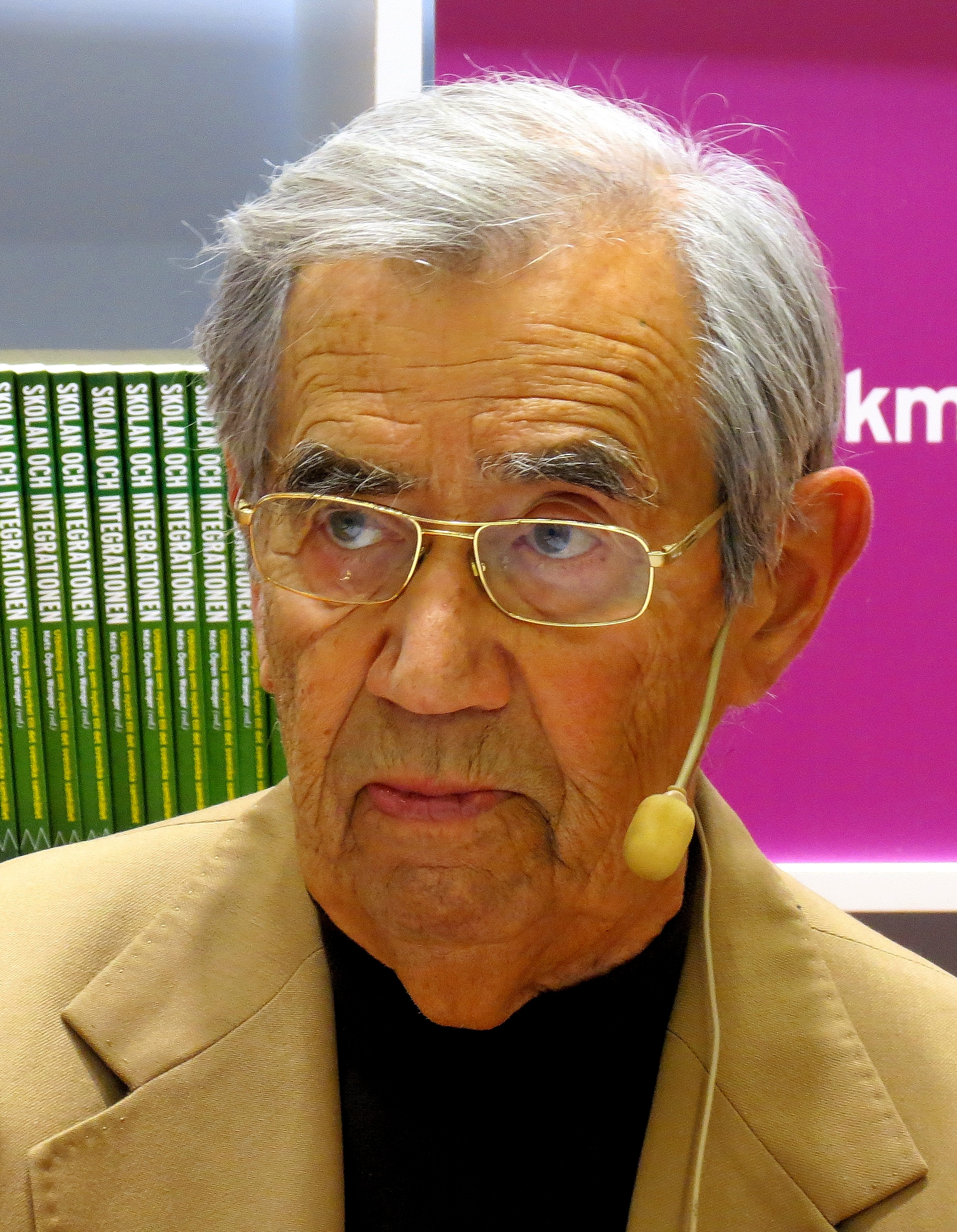
Emerich Roth på bokmässan den 28 september 2017.

Efter 1993 kom han att besöka minst 1 600 skolor runt om i Sverige med syftet att motverka rasism. Han var en av grundarna av Föreningen Förintelsens Överlevande. Han grundade 1994 den ideella Emerichfonden, som vill uppmuntra ungdomar till "aktiviteter som motverkar våld och främlingsfientlighet samt bädda för en trivsam och medmänsklig skolmiljö". Roth publicerade flera böcker på temat våld och rasism, bland annat Emerich är mitt namn: Hatet, förnedringen, kärleken. Han medverkade i många videoinspelade dokumentärer och undervisningsfilmer.

## Utmärkelser
Roth fick flera belöningar för sitt arbete med att informera om rasism och övergrepp, bland annat H.M. Konungens medalj 8:e storleken i högblått band år 1998, Stockholm stads Nelson Mandela-pris år 2008, Stiftelsen Karin och Ernst August Bångs minnes hedersutmärkelse år 1997, Raoul Wallenberg-priset 2015., Olof Palmepriset år 2017, och SSU:s antirasistiska pris 22 juli‐utmärkelsen tillsammans med Hédi Fried 2019.